# Rappresentante dei lavoratori per la sicurezza
Nel diritto del lavoro italiano, il rappresentante dei lavoratori per la sicurezza (RLS) è la figura, eletta o designata all'interno della Rappresentanza sindacale unitaria, che ha il compito in un'azienda di rappresentare i lavoratori per quanto concerne la salute e sicurezza nei luoghi di lavoro. È una figura resa obbligatoria in tutti i luoghi di lavoro dal D.Lgs. 626/94 e rafforzata dall'attuale D. Lgs. 81/2008. Gode delle stesse tutele del delegato sindacale.

## Introduzione
«In tutte le aziende, o unità produttive, è eletto o designato il rappresentante dei lavoratori per la sicurezza – RLS». Con questa disposizione si apre il secondo comma dell’art. 47 del D.Lgs 81/08 inserito nella parte dedicata alla «Consultazione e partecipazione dei lavoratori». La particolarità della norma, dal testo estremamente conciso, è racchiusa nella duplice novità in essa contenuta
La prima di queste novità è rappresentata dall’istituzione di una figura obbligatoria nel panorama delle figure tradizionali, nel campo della prevenzione: il rappresentante dei lavoratori per la sicurezza. L’istituzione della figura del RLS viene peraltro a porsi come momento di passaggio da una concezione statica, basata sull’adempimento di obblighi, principalmente da parte del datore di lavoro, ad una più dinamica e aperta, volta alla partecipazione e responsabilizzazione dei lavoratori e delle loro rappresentanze. 
Il D.Lgs 81/08, e questo è il secondo aspetto innovativo, richiede invece al datore di lavoro, suffragato da altri soggetti, un ruolo attivo, di vera e propria programmazione della sicurezza, tramite l’individuazione, la valutazione e la soluzione dei problemi che possono sorgere. Si tratta di un'importante trasformazione che viene a toccare aspetti non solo tecnici o tecnologici ma anche organizzativi ed umani. È in questo contesto che il RLS, insieme al responsabile del servizio di prevenzione e protezione e al medico competente, soggetti chiamati a collaborare con il datore di lavoro, svolge un ruolo di rilievo nel sistema di prevenzione introdotto dalla nuova normativa.

## Designazione
Il decreto legislativo n. 81 del 9 aprile 2008 disciplina le rappresentanze dei lavoratori per la sicurezza, che possono essere istituite a livello territoriale o di comparto, aziendale e di sito produttivo. Tale normativa, con le norme rivolte a una maggiore responsabilizzazione dei lavoratori e con le norme sull'informazione, la formazione e la consultazione, realizza un sistema aziendale per la sicurezza e la salute dei lavoratori, caratterizzato da aspetti di compartecipazione dell'azienda da un lato e dei lavoratori e dei loro rappresentanti dall'altro. Tale sistema non giunge peraltro a forme di cogestione dei problemi della sicurezza né all'esercizio congiunto del potere decisionale dal momento che il potere di prendere le determinazioni definitive spetta pur sempre, salvo specifiche fattispecie contrattuali aziendali, al datore di lavoro. La disciplina in esame attua l'art. 11 della direttiva CEE n. 89/391 del 12 giugno 1989 secondo il quale "i datori di lavoro consultano i lavoratori e/o i loro rappresentanti e permettono la partecipazione dei lavoratori e/o dei loro rappresentanti in tutte le questioni che riguardano la sicurezza e la protezione della salute durante il lavoro".
Ai sensi dell'art. 47 del D.Lgs 81/08 in tutte le aziende, o unità produttive, è eletto o designato il rappresentante per la sicurezza. 
Nelle aziende, o unità produttive, che occupano sino a 15 lavoratori, il rappresentante per la sicurezza: 
- è eletto direttamente dai lavoratori al loro interno;
- può essere individuato per più aziende nell'ambito territoriale ovvero del comparto produttivo;
- può essere designato o eletto dai lavoratori nell'ambito delle rappresentanze sindacali, così come definite dalla contrattazione collettiva di riferimento.

Nelle aziende o unità produttive con più di 15 lavoratori, il rappresentante per la sicurezza è eletto o designato dai lavoratori nell'ambito delle rappresentanze sindacali in azienda; in assenza di tali rappresentanze, è eletto dai lavoratori dell'azienda al loro interno. Il numero, le modalità di designazione o di elezione del rappresentante per la sicurezza, nonché il tempo di lavoro retribuito e gli strumenti per l'espletamento delle funzioni, sono stabiliti in sede di contrattazione collettiva. In ogni caso il numero minimo dei rappresentanti dei lavoratori per la sicurezza è il seguente: 
- un rappresentante nelle aziende ovvero unità produttive sino a 200 dipendenti;
- tre rappresentanti nelle aziende ovvero unità produttive da 201 a 1.000 dipendenti;
- sei rappresentanti in tutte le altre aziende ovvero unità produttive.

Qualora non si proceda alle elezioni, le funzioni di rappresentante dei lavoratori per la sicurezza sono esercitate dai rappresentanti territoriali o di sito produttivo, salvo diverse intese tra le associazioni sindacali dei lavoratori e dei datori di lavoro comparativamente più rappresentative sul piano nazionale.
In tal caso i lavoratori comunicano la mancata elezione del rappresentante al datore di lavoro, il quale procederà a darne successiva comunicazione agli organismi paritetici di cui all’articolo 51 del D.Lgs 81/08 perché questi possano procedere all’assegnazione dei rappresentanti per la sicurezza territoriali.
Il rappresentante per la sicurezza: 
- accede ai luoghi di lavoro in cui si svolgono le lavorazioni;
- è consultato preventivamente e tempestivamente in ordine alla valutazione dei rischi, alla individuazione, programmazione, realizzazione e verifica della prevenzione nell'azienda ovvero unità produttiva;
- è consultato sulla designazione degli addetti al servizio di prevenzione, all'attività di prevenzione incendi, al pronto soccorso, alla evacuazione dei lavoratori;
- è consultato in merito all'organizzazione della formazione degli incaricati all'attività di pronto soccorso, lotta antincendio ed evacuazione dei lavoratori;
- riceve le informazioni e la documentazione aziendale inerente alla valutazione dei rischi e le misure di prevenzione relative, nonché quelle inerenti alle sostanze e ai preparati pericolosi, le macchine, gli impianti, l'organizzazione e gli ambienti di lavoro, gli infortuni e le malattie professionali;
- riceve le informazioni provenienti dai servizi di vigilanza;
- riceve una formazione adeguata;
- promuove l'elaborazione, l'individuazione e l'attuazione delle misure di prevenzione idonee a tutelare la salute e l'integrità fisica dei lavoratori;
- formula osservazioni in occasione di visite e verifiche effettuate dalle autorità competenti;
- partecipa alla riunione periodica in materia di salute e sicurezza sul lavoro;
- fa proposte in merito all'attività di prevenzione;
- avverte il responsabile dell'azienda dei rischi individuati nel corso della sua attività;
- può fare ricorso alle autorità competenti qualora ritenga che le misure di prevenzione e protezione dai rischi adottate dal datore di lavoro e i mezzi impiegati per attuarle non siano idonee a garantire la sicurezza e la salute durante il lavoro.

Il rappresentante dei lavoratori per la sicurezza è inoltre agevolato, nello svolgimento delle sue funzioni dalla circostanza che il decreto legislativo n. 81/2008 impone al datore di lavoro, dirigente e preposto di permettere ai lavoratori di verificare mediante il rappresentante per la sicurezza l'applicazione delle misure di sicurezza e di protezione della salute e di consultare il rappresentante dei lavoratori sulla: 
- valutazione dei rischi, individuazione, programmazione, realizzazione e verifica della prevenzione nell'azienda ovvero nell'unità produttiva;
- designazione dei lavoratori addetti al servizio di prevenzione, all'attività di prevenzione incendi, al pronto soccorso, all'evacuazione dei lavoratori e sulla formazione di tali lavoratori.

## Prerogative del RLS
L'art. 50 del D.Lgs. n. 81/2008 attribuisce al rappresentante per la sicurezza un ruolo di primaria importanza quale soggetto fondamentale che partecipa al processo di gestione della sicurezza dei luoghi di lavoro. A tal fine il rappresentante per la sicurezza deve disporre del tempo necessario allo svolgimento dell'incarico senza perdita di retribuzione, nonché dei mezzi necessari per l'esercizio delle funzioni e delle facoltà riconosciutegli. Detto ruolo, in particolare, assume rilevanza riguardo tre aspetti fondamentali: 

### Accesso
Al rappresentante per la sicurezza è riconosciuto il diritto di accesso ai luoghi di lavoro in cui si svolgono le lavorazioni e, soprattutto, alla valutazione dei rischi. Parimenti, il rappresentante deve essere informato circa la documentazione aziendale inerente alle sostanze e ai preparati pericolosi, le macchine, gli impianti, l'organizzazione e gli ambienti di lavoro, gli infortuni e le malattie professionali. Proprio riguardo al diritto di accesso "documentale", in particolare, si evidenzia quanto disposto dalla circolare del Ministero del lavoro 16 giugno 2000, n. 40 secondo cui "...è interesse e dovere del datore di lavoro agevolare l'esercizio di tale funzione del rappresentante, senza irragionevoli limitazioni di spazio o di tempo, fornendo luoghi idonei e concordando orari di consultazione" aggiungendo altresì che ".....tenuto conto della circostanza che il rappresentante per la sicurezza ha diritto di ricevere tutte le informazioni e la documentazione aziendale inerente alla valutazione dei rischi, si ritiene che la consegna del documento di valutazione dei rischi costituisca _ ove obiettive esigenze tecniche, organizzative, di sicurezza non la rendano praticabile _ la migliore espressione del principio di collaborazione tra le parti, cui è impostato il nuovo sistema di gestione della sicurezza sul lavoro". Con un intervento successivo, peraltro, il Ministero del Lavoro ha ulteriormente precisato che il "diritto di accesso" al documento di valutazione del rischio deve essere in ogni caso assicurato _ in via ordinaria _ mediante la materiale consegna del documento (Ministero lavoro circolare 3 ottobre 2000, n. 68). Solo in via eccezionale, qualora obiettive esigenze di segretezza aziendale legata a ragioni di sicurezza o particolari oneri di riproduzione non rendano praticabile tale consegna, il datore di lavoro potrà assicurare altrimenti il diritto di accesso del rappresentante dei lavoratori per la sicurezza mediante forme e modalità che consentano comunque la messa a disposizione del documento di valutazione del rischio. In tali casi, spetta comunque al datore di lavoro dimostrare la sussistenza dei presupposti di fatto che non consentono la materiale consegna del documento al rappresentante dei lavoratori per la sicurezza. 

### Consultazione
Il rappresentante per la sicurezza deve essere consultato dal datore di lavoro preventivamente e tempestivamente in ordine alla valutazione dei rischi, alla individuazione, alla programmazione, alla realizzazione ed alla verifica della prevenzione nell'azienda ovvero unità produttiva. Deve essere consultato, altresì, sulla designazione degli addetti al servizio di prevenzione, all'attività di prevenzione incendi, al pronto soccorso, alla evacuazione dei lavoratori. In tale ottica, peraltro, lo stesso rappresentante partecipa alla riunione periodica in materia di sicurezza e salute sul lavoro, propone iniziative in merito all'attività di prevenzione e, infine, avverte il responsabile dell'azienda dei rischi individuati nei luoghi di lavoro. 

### Formazione
Il rappresentante per la sicurezza ha diritto a una formazione particolare in materia di salute e sicurezza, concernente la normativa in materia di sicurezza e salute e i rischi specifici esistenti nel proprio ambito di rappresentanza, tale da assicurargli adeguate nozioni sulle principali tecniche di controllo e prevenzione dei rischi stessi. Il rappresentante per la sicurezza non può subire pregiudizio alcuno a causa dello svolgimento della propria attività e nei suoi confronti si applicano le stesse tutele previste dalla legge per le rappresentanze sindacali. I rappresentanti per la sicurezza sono tenuti al segreto in ordine ai processi lavorativi di cui vengono a conoscenza nell'esercizio delle loro funzioni (art. 50, D.Lgs. n. 81/2008). Un ultimo cenno, infine, al ruolo del rappresentante per la sicurezza ed al suo coinvolgimento durante le ispezioni delle autorità competenti. Al riguardo il Ministero del lavoro ha evidenziato la necessità di un maggiore coinvolgimento dei rappresentanti dei lavoratori da parte degli organi e dei servizi di ispezione e controllo "... sia prima che durante il sopralluogo ispettivo" (Ministero del lavoro _ direttiva 23 febbraio 2000). Un coinvolgimento, più in particolare, finalizzato all'acquisizione di dati e notizie più precise e dettagliate circa le effettive situazioni di rischio presenti nell'azienda. Coerentemente, appare evidente che il personale ispettivo e di controllo non solo attingerà notizie ed informazioni utili direttamente dal rappresentante per la sicurezza, ma dovrà comunicare a quest'ultimo le eventuali irregolarità riscontrate tramite consegna della copia del verbale di ispezione "... opportunamente depurato degli aspetti strettamente penali". 

## Rappresentante dei lavoratori per la sicurezza territoriale
Il rappresentante dei lavoratori per la sicurezza territoriale (articolo 48 del decreto e articolo 1, comma 2, lett. g) della legge 123/2007) esercita le competenze del rappresentante dei lavoratori per la sicurezza con riferimento a tutte le aziende o unità produttive del territorio o del comparto di competenza nelle quali non sia stato eletto o designato il rappresentante dei lavoratori per la sicurezza. Le modalità di elezione o designazione del rappresentante sono quelle individuate dagli accordi collettivi nazionali, interconfederali o di categoria, stipulati dalle associazioni dei datori di lavoro e dei lavoratori comparativamente più rappresentative sul piano nazionale. Per l’esercizio delle proprie attribuzioni, il rappresentante dei lavoratori per la sicurezza territoriale accede ai luoghi di lavoro nel rispetto delle modalità e del termine di preavviso individuati. Il termine di preavviso non opera in caso di infortunio grave. In tale ultima ipotesi l’accesso avviene previa segnalazione all’organismo paritetico. Ove l’azienda impedisca l’accesso, nel rispetto delle modalità di cui al presente articolo, al rappresentante dei lavoratori per la sicurezza territoriale, questi lo comunica all’organismo paritetico o, in sua mancanza, all’organo di vigilanza territorialmente competente. L’organismo paritetico comunica alle aziende e ai lavoratori interessati il nominativo del rappresentante della sicurezza territoriale. Il rappresentante dei lavoratori per la sicurezza territoriale ha diritto a una formazione particolare in materia di salute e sicurezza concernente i rischi specifici esistenti negli ambiti in cui esercita la propria rappresentanza, tale da assicurargli adeguate competenze sulle principali tecniche di controllo e prevenzione dei rischi stessi. Le modalità, la durata e i contenuti specifici della formazione del rappresentante dei lavoratori per la sicurezza territoriale sono stabiliti in sede di contrattazione collettiva secondo un percorso formativo di almeno 64 ore iniziali, da effettuarsi entro 3 mesi dalla data di elezione o designazione, e 8 ore di aggiornamento annuale. L’esercizio delle funzioni di rappresentante dei lavoratori per la sicurezza territoriale è incompatibile con l’esercizio di altre funzioni sindacali operative.

## Rappresentante dei lavoratori per la sicurezza di sito produttivo
I rappresentanti dei lavoratori per la sicurezza di sito produttivo (articolo 49 del decreto e articolo 1, comma 2, lett. g) della legge 123/2007) sono individuati nei seguenti specifici contesti produttivi caratterizzati dalla compresenza di più aziende o cantieri:
- i porti di cui all’articolo 4, comma 1, lettere b), c) e d) della legge 28 gennaio 1994, n.  84, sedi di autorità portuale nonché quelli sede di autorità marittima da individuare con decreto dei Ministri del lavoro e della previdenza sociale e dei trasporti da emanare entro dodici mesi dall’entrata in vigore del decreto;
- centri intermodali di trasporto di cui alla direttiva del Ministro dei trasporti del 18 ottobre 2006, n. 3858;
- impianti siderurgici;
- cantieri con almeno 30.000 uomini-giorno, intesa quale entità presunta dei cantieri, rappresentata dalla somma delle giornate lavorative prestate dai lavoratori, anche autonomi, previste per la realizzazione di tutte le opere;
- contesti produttivi con complesse problematiche legate alla interferenza delle lavorazioni e da un numero complessivo di addetti mediamente operanti nell’area superiore a 500.

Nei contesti di cui al punto precedente il rappresentante dei lavoratori per la sicurezza di sito produttivo è individuato, su loro iniziativa, tra i rappresentanti dei lavoratori per la sicurezza delle aziende operanti nel sito produttivo.